# Chavão
Chavão ist ein Ort und eine ehemalige Gemeinde (Freguesia) im nordportugiesischen Kreis Barcelos. Die Gemeinde hatte 745 Einwohner (Stand 30. Juni 2011).
Im Zuge der Gebietsreform am 29. September 2013 wurden die Gemeinden Chavão und Negreiros zur neuen Gemeinde União das Freguesias de Negreiros e Chavão zusammengefasst.